# Les Pieux
 Les Pieux  es una población y comuna francesa, situada en la región de Baja Normandía, departamento de Mancha, en el distrito de Cherbourg-Octeville y cantón de Les Pieux.

## Demografía
| 1136 | 1169 | 1222 | 2436 | 3203 | 3477 |
| Para los censos de 1962 a 1999 la población legal corresponde a la población sin duplicidades (Fuente: INSEE [Consultar]) |      |      |      |      |      |